# Міклош Фехер
Міклош Фехер (угор. Fehér Miklós, нар. 20 липня 1979, Татабанья — пом. 25 січня 2004, Гімарайш) — угорський футболіст, що грав на позиції нападника. Виступав, зокрема, за португальські «Порту» та «Бенфіка», а також національну збірну Угорщини.
Помер у 24-річному віці через зупинку серця, що сталася під час гри.

## Клубна кар'єра
Народився 20 липня 1979 року в місті Татабанья. Вихованець футбольної школи клубу «Дьйор». Дорослу футбольну кар'єру розпочав 1995 року в основній команді того ж клубу, в якій провів три сезони, взявши участь у 62 матчах чемпіонату.
Своєю грою за цю команду привернув увагу представників тренерського штабу португальського «Порту», до складу якого приєднався 1998 року. В основній команді «драконів» молодий угорець закріпитися не зміг і задля отримання ігрової практики був відданий в оренду, спочатку до друголігового «Салгейруша», а влітку 2000 до «Браги». Саме у «Бразі» Міклош провів свій перший повноцінний сезон у Прімейрі, відзначившись 14 забитими голами у 26 іграх першості.
Попри вдалий сезон, проведений за «Брагу», тренерський штаб «Порту», до якого гравець повернувся у 2001, на нього не розраховував, використовуючи Міклоша лише в іграх команди дублерів.
Тож влітку 2002 року угорський нападник підшукав собі нову команду, якою став запеклий суперник «Порту» на внутрішній арені лісабонська «Бенфіка». В лісабонському клубі угорець не став стабільним гравцем стартового складу команди, проте регулярно виходив на поле аж до трагічної смерті на початку 2004 року.

## Виступи за збірну
Залучався до складу юнацьких та молодіжних збірних Угорщини. А восени 1998 року в 19-річному віці дебютував в офіційних матчах у складі національної збірної Угорщини. Протягом наступних 7 років провів у формі головної команди країни 25 матчів, забивши 7 голів.

## Смерть і вшанування пам'яті
Помер 25 січня 2004 року на 25-му році життя. Того дня його команда, лісабонська «Бенфіка», проводила у Гімарайші гру чемпіонату Португалії проти місцевої «Віторії». Протягом першої години зустрічі рахунок відкрито не було і тренерський штаб столичної команди вирішив посилити тиск на ворота суперників, випустивши на 59-й хвилині гри замість захисника Жуана Перейри нападника Міклоша Фехера. Заміна спрацювала під завісу матчу, коли з передачі угорця було забито єдиний м'яч зустрічі. За хвилину, вже у доданий час гри, Міклош отримав жовту карту за спробу зірвати атаку суперників, після чого повільно повалився на газон. Медики команди, що вибігли на поле, констатували зупинку серця і вдалися до реанімаційних заходів. Невдовзі гравця було доправлено до однієї з місцевих лікарень, де спеціалісти ще близько години боролися за життя молодого футболіста. Попри усі намагання лікарів о 23:10 за місцевим часом було констатовано смерть Фехера. Причиною трагедії було названо вроджену хворобу серця — гіпертрофічну кардіоміопатію, за наявності якої суттєві фізичні навантаження є зазвичай протипоказаними.
За декілька днів вболівальники «Бенфіки» та партнери Фехера по команді простилися з ним на клубному стадіоні, після чого тіло гравця було доправлене клубним літаком на поховання до угорського Дьйора.
«Бенфіка» вилучила з використання ігровий номер № 29, під яким грав Міклош Фехер, довічно закріпивши його за померлим нападником. На території клубної арени «Бенфіки» «Ештадіу да Луж» згодом було відкрито бронзовий монумент Фехера.

## Титули і досягнення
- Чемпіон Португалії (1):

«Порту»: 1998–99
- Володар Кубка Португалії (2):

«Порту»: 1999–00
«Бенфіка»: 2003–04
- Володар Суперкубка Португалії з футболу (2):

«Порту»: 1998, 1999